# Aneflomorpha semirufa
Aneflomorpha semirufa är en skalbaggsart som beskrevs av Linsley 1935. Aneflomorpha semirufa ingår i släktet Aneflomorpha och familjen långhorningar.
Artens utbredningsområde är Nicaragua. Inga underarter finns listade i Catalogue of Life.